# Liste der Monuments historiques in Saint-Broingt-les-Fosses
Die Liste der Monuments historiques in Saint-Broingt-les-Fosses führt die Monuments historiques in der französischen Gemeinde Saint-Broingt-les-Fosses auf.

## Liste der Immobilien
| Bezeichnung      | Beschreibung            | Standort                     | Kennzeichnung | Schutzstatus | Datum | Bild |
| ---------------- | ----------------------- | ---------------------------- | ------------- | ------------ | ----- | ---- |
| Wegekreuz (1)    | aus dem 15. Jahrhundert | südwestlich des Ortes (Lage) | PA00079221    | Inscrit      | 1925  |      |
| Kapelle von Suxy | aus dem 12. Jahrhundert | südöstlich des Ortes (Lage)  | PA00079219    | Inscrit      | 1926  |      |
| Wegekreuz (2)    |                         | nördlich des Ortes (Lage)    | PA00079220    | Inscrit      | 1925  |      |